# اینترنشنال ریورز
اینترنشنال ریورز یک سازمان غیرانتفاعی، غیردولتی، محیط زیستی و حقوق بشری است. اینترنشنال ریورز که در سال ۱۹۸۵ توسط فعالان اجتماعی و زیست‌محیطی بمیان‌گذاری شد، با تحلیلگران سیاسی و مالی، دانشمندان، روزنامه‌نگاران، متخصصان توسعه و داوطلبان برای مبارزه با اثرات نامطلوب سدها و میراث آنها که در بیش از ۶۰ کشور شناسایی شده‌است، همکاری می‌کند.
این سازمان دارای کارکنانی در آفریقای جنوبی، تایلند، برزیل، چین، هند و ایالات متحده است که در طیف گسترده‌ای از مسائل تخصص دارند و از تحقیقات، آموزش و حمایت برای دستیابی به مأموریت سازمان استفاده می‌کنند.